# Alberto Santiago Lovell
Santiago Alberto Lovell, Sr.  (23. april 1912 i Buenos Aires – 16. marts 1966) var en argentinsk sværvægtsbokser, der ved de olympiske lege 1932 i Los Angeles vandt guld i den olympiske bokseturnering og siden blev professionel.
Ved OL 1932 i Los Angeles vandt han guldmedalje i sværvægt, da han i finalen besejrede italienske Luigi Rovati. Der var seks boksere fra seks lande som stillede op i vægtklassen, der blev afviklet fra den 10. august til 13. august 1932.
Lovells yngre bror Guillermo Lovell vandt en sølvmedalje i boksning under OL 1936 i Berlin.
Han debuterede som professionel i januar 1934. Han boksede de fleste af sine kampe i Sydamerika, men opnåede en række kampe i USA, bl.a. en sejr over Maxie Rosenbloom i 1937 i Los Angeles. Han vandt det argentinske og sydamerikanske sværvægtsmesterskab i 1938. Han var sydamerikansk mester indtil 1943, hvor han tabte titlen til Arturo Godoy. En returkamp i 1944 udviklede sig skandaløst, og begge boskere blev efterfølgende anholdt for at have forsøgt at svindle med resultatet. Kampen blev stoppet i 11. omgang og blev erklæret en "no contest". Lovell besejrede danskeren Carl Nielsen i 1947. Han boksede sin sidste kamp som professionel, da han i 1951 på Estadio Luna Park i Buenos Aires blev slået ud af letsværvægtsmesteren Archie Moore i 1. omgang.

## Eksterne links
- Profil Arkiveret 24. oktober 2012 hos  Wayback Machine på sportsreference.com (engelsk)
- Biografi på BoxRec.com (engelsk)
- Professionel rekordliste på BoxRec (engelsk)